# Monument voor Willem Saal
Het Monument voor Willem Saal is een gedenkteken naast de Protestantse Kerk in de Noord-Hollandse plaats Wognum. Het gedenkteken is in 1920 opgericht ter ere van koordirigent Willem Saal (1868 - 1917) en werd ontworpen door kunstenaar Pieter Puijpe.

## Achtergrond
Agrariër Willem Saal was sinds 1889 dirigent van het Wognumse zangkoor Jacob Kwast, vernoemd naar Jacob Kwast. Onder de leiding van Saal behaalde het koor in 1902 de eerste plaats in een groot concours in het Paleis voor Volksvlijt in Amsterdam. Na meerdere concoursen ging het koor vanaf 1906 grote concerten geven. Het koor genoot landelijke bekendheid, en trad ook op in het buitenland. Saal overleed op 20 juli 1917 na een lang ziekbed in de Boerhaave kliniek in Amsterdam.
Het comité dat zich bezighield met de oprichting van het monument schreef een wedstrijd uit en ontving negen inzendingen. Het comité koos het ontwerp van de uit Apeldoorn afkomstige Puijpe met als titel Zang. De kosten voor het monument werden gedekt door bijdragen van donateurs.
Op Hemelvaartsdag 1920 werd na een herinneringsbijeenkomst in de Protestantse kerk het beeld in ontvangst genomen door de Protestantse gemeente van Wognum.

## Voorstelling
Het beeld stelt een verticaal rechthoekig vlak voor op een basement, met bovenaan een portretmedaillon van Willem Saal en profil naar rechts in laagreliëf. Aan weerszijden zijn in verdiept reliëf twee nissen uitgewerkt met hierin een zingende man en een zingende vrouw met muziekboekjes. Onder het medaillon staat de naam WILLEM SAAL verspreid over twee regels. De naam SAAL wordt geflankeerd door geboortedatum enerzijds en sterfdatum anderzijds. Het basement komt naar voren en bevat een bloembak.